# رادار فورتسبورغ
رادار فورتسبورغ رادار تردد فوق العالي-للمدى القصيرللفيرماخت أستخدم في سلاح الجو الألماني وهير (الجيش الألماني) خلال الحرب العالمية الثانية. حدث التطور الأولي قبل الحرب ودخل الجهاز الخدمة في عام 1940. في نهاية المطاف تم إنتاج أكثر من 4000 فورتسبورغ من نماذج مختلفة. أخذت اسمها من مدينة فورتسبورغ.

## تطوير

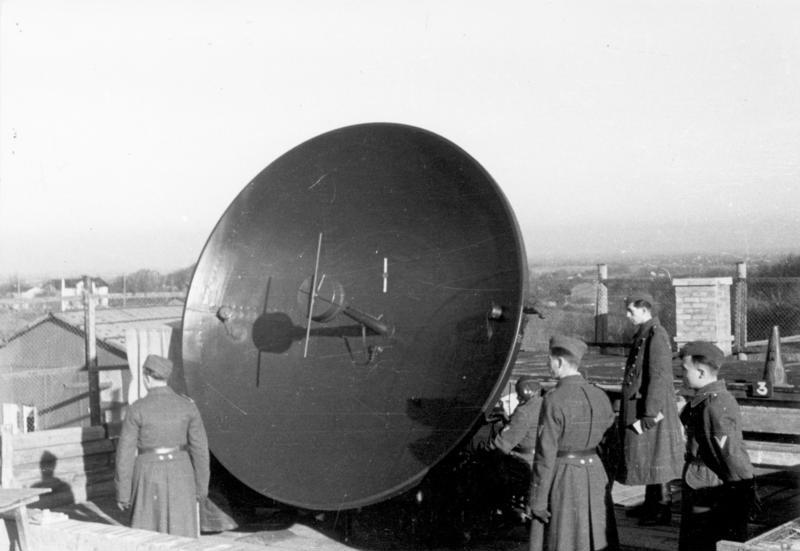
فورتسبورغ (صورة من الأرشيف الفيدرالي)

في يناير 1934، اجتمع تليفونكن مع باحثين الرادار الألماني، ولا سيما الدكتور رودولف كوهنهولد من معهد أبحاث الاتصالات في كريغسمارينه والدكتور هانس هولمان، وهو خبير في موجة ميكروية، الذي أبلغهم عملهم على رادار للإنذار المبكر. كان مدير الأبحاث في تليفونكن، الدكتور ويلهلم رونج، غير متأثر ورفض الفكرة على أنها خيال علمي. ثم ذهب المطورون بطريقتهم الخاصة وشكلوا GEMA ( Gesellschaft für Elektroakustische und Mechanische Apparate ) التعاون في النهاية مع Lorenz على تطوير نظامي فريا وزيتاكت.

## النماذج التشغيلية

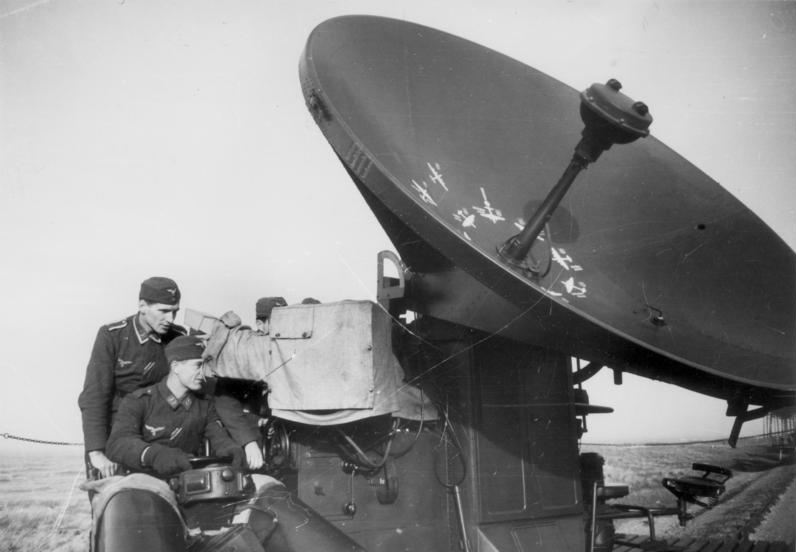
Würzburg D قيد الاستخدام. هوائي المسح المخروطي الرباعي بارز.

## استخدام ما بعد الحرب في علم الفلك
أحضر العلماء الهولنديون العديد من رادارات فورتسبورغ الألمانية الفائضة إلى محطة الإرسال الراديوي في Kootwijk، هولندا في أوائل الخمسينيات. هناك، تم استخدامها في تجارب مهمة في تطوير علم الفلك الراديوي المبكر، وتحديدًا اكتشاف خط الهيدروجين ورسم الخرائط اللاحقة للأذرع الحلزونية لمجرة درب التبانة.
تم استخدام معدات الرادار الألمانية بما في ذلك اثنين من هوائيات فورتسبورغ (تم الحصول عليها من RAE Farnborough ) من قبل مارتن رايل وديريك فونبرغ في مختبر كافنديش من عام 1945 لمراقبة البقع الشمسية.
تم تركيب رادرين FuSE 65 Würzburg حوالي عام 1956 في مرصد أونديجوف في تشيكوسلوفاكيا. خدم الرادار الأول حتى عام 1994 لقياس تدفق الإشعاع الشمسي، وتم نقله لاحقًا إلى المتحف العسكري Lešany. تم استخدام الرادار الثاني لقياس الطيف الشمسي في المدى 100-1000 ميجاهيرتز. منذ عام 1994 يتم استخدامه فقط للتجارب العرضية.

## روابط خارجية
- أصول الرادار الألماني: SEETAKT ، FREYA ، WUERZBURG . هناك تحقق مفتوح المصدر لهذا النص على الصفحة الرئيسية Greg Goebel / In The Public Domain .
- تطوير الرادار في ألمانيا على موقع الرادار العالمي
- حرب الرادار (PDF) بقلم جيهارد هيبكي، مترجمة إلى الإنجليزية بقلم هانا ليبمان على موقع الرادار العالمي
- MUSEUM "WAALSDORP" - اتصال لاسلكي بهوائي تم بناؤه خلال الحرب العالمية الثانية
- يتم استخدام وحدة رادار Würzburg تم التقاطها لتطوير الإجراءات المضادة للحرب العالمية الثانية .